# The Code (мини-альбом)
The Code — пятый мини-альбом южнокорейского бой-бенда Monsta X. Он был выпущен 7 ноября 2017 года лейблом Starship Entertainment и распространен Kakao M. Альбом состоит из семи треков включая ведущий сингл «Dramarama».

## Выпуск и продвижение
28 сентября в официальных социальных сетях Monsta X было объявлено о грядущем возвращении в ноябре. 15 октября лейбл уточнил дату выхода альбома, 7 ноября 2017 года. Также было представлено расписание к альбому. Согласно ему, с 17 октября по первое ноября выходили концептуальные фотографии к альбому и его физическим версиям. Уже на следующий день, 2 ноября вышел список композиций альбома, где «Dramarama» обозначен заглавным треком. 3 ноября был выпущен тизер к музыкальному клипу, а 5 ноября превью альбома. 7 ноября вышел сам альбом и экранизация в виде клипа на заглавную песню. В день выхода, бой-бэнд представил песни из альбома в Сеуле в районе Чунку на арене Jangchung. После релиза, группа начала продвигаться по корейским музыкальным шоу. Они смогли одержать свою первую победу в истории группы 14 ноября на The Show.

## Приём

### Коммерческий успех
В Корее альбом дебютировал в чарте Gaon на первом месте. В чарте этой же компании, он дебютировал в ежемесячном чарте за ноябрь на четвертом месте, и ежегодном чарте за 2017 год на 25 месте. В Японии альбом тоже имел коммерческий успех. Он дебютировал в Oricon на 16 месте и Billboard Japan на 57 месте. У него также получилось попасть в другие чарты Billboard, такие как Heatseekers Albums на 12 место и World Albums на 2 место.

## Трек-лист
| №                   | Название            | Текст песни                                                              | Музыка                         | Аранжировка            | Длительность |
| ------------------- | ------------------- | ------------------------------------------------------------------------ | ------------------------------ | ---------------------- | ------------ |
| 1.                  | «Dramarama»         | Seo Ji-eum, Seo Jung-a, Чжухон, I.M                                      | Andreas Öberg, Drew Ryan Scott | A-Dee, Stereo14        | 3:06         |
| 2.                  | «Now or Never»      | 별들의전쟁 (Galactika), Чжухон, I.M                                      | 별들의전쟁 (Galactika)         | 별들의전쟁 (Galactika) | 3:11         |
| 3.                  | «In Time»           | Чжухон, Ye-Yo!                                                           | Чжухон, Ye-Yo!                 | Чжухон, Ye-Yo!         | 3:08         |
| 4.                  | «From Zero»         | Вонхо, Чжухон, I.M, Brother Su                                           | Вонхо, Brother Su, Rich Jang   | Вонхо, Rich Jang       | 3:26         |
| 5.                  | «X»                 | Oh Min-ju, Чжухон, I.M                                                   | 어벤전승                       | 어벤전승               | 3:46         |
| 6.                  | «Tropical Night»    | Crucial Star, Чжухон, I.M                                                | Kooky, Crucial Star            | Kooky                  | 3:44         |
| 7.                  | «Deja Vu»           | JQ (Makeumine Works), Kan Eun-yu, Kim Hye-jung, Чжухон, I.M, Choi Ji-hye | Flow Blow, JJ Evans, Shin Hyuk | Flow Blow              | 3:36         |
| Общая длительность: | Общая длительность: | Общая длительность:                                                      | Общая длительность:            | Общая длительность:    | 24:00        |

## Чарты

### Еженедельный чарт
| Чарт (2017)                        | Высшая позиция |
| ---------------------------------- | -------------- |
| South Korean Albums (Gaon)         | 1              |
| Japanese Albums (Oricon)           | 16             |
| Japan Hot Albums (Billboard Japan) | 57             |
| French Download Albums (SNEP)      | 120            |
| US Heatseekers Albums (Billboard)  | 12             |
| US World Albums (Billboard)        | 2              |

### Ежемесячный чарт
| Чарт (2017)                | Высшая позиция |
| -------------------------- | -------------- |
| South Korean Albums (Gaon) | 4              |

### Годовой чарт
| Чарт (2017)                | Позиция |
| -------------------------- | ------- |
| South Korean Albums (Gaon) | 25      |

## Продажи
| Регион             | Продажи |
| ------------------ | ------- |
| Южная Корея (Gaon) | 166,252 |
| Япония (Oricon)    | 5,006   |

## Победы

### Критика
| Критик/Публицист | Лист                       | Ранг  | Ссылка |
| Песня            | Песня                      | Песня | Песня  |
| ---------------- | -------------------------- | ----- | ------ |
| Dazed            | 20 лучших песен K-pop 2017 | 10    | [ 16 ] |
| Tone Glow        | 50 лучших K-pop песен 2017 | 48    | [ 17 ] |

### Музыкальные программы
| Песня       | Программа          | Дата            | Ref.   |
| ----------- | ------------------ | --------------- | ------ |
| «Dramarama» | The Show (SBS MTV) | 14 ноября, 2017 | [ 18 ] |

### Награды в конце года
| Bout                    | Год    | Награда                     | Номинация   | Результат | Ссылка |
| Альбом                  | Альбом | Альбом                      | Альбом      | Альбом    | Альбом |
| ----------------------- | ------ | --------------------------- | ----------- | --------- | ------ |
| Golden Disk Awards      |        |                             |             |           |        |
| 32-я                    | 2018   | Диск Бонсан                 | The Code    | Победа    | [ 19 ] |
| Песня                   |        |                             |             |           |        |
| Mnet Asian Music Awards |        |                             |             |           |        |
| 20-я                    | 2018   | Выбор фанатов по всему миру | «Dramarama» | Номинация | [ 20 ] |